# Flavia Bujor
Flavia Bujor (8 agosto 1988) è una scrittrice francese di origini rumene.
Esordì a soli tredici anni con il romanzo fantasy per ragazzi Le tre pietre (titolo originale La Prophétie des pierres). Il libro ebbe un certo successo in Francia e fu tradotto in ventitré lingue.  Da allora non ha più pubblicato libri.

## Opere
- Le tre Pietre, (La Prophétie des pierres), edizione Sonzogno, 2004